# Взрывы складов боеприпасов во Врбетице
Два взрыва складов боеприпасов произошли во Врбетице района Злин Злинского края Чехии 16 октября и 3 декабря 2014 года. На складах хранились боеприпасы чешской фирмы, занимавшейся поставкой оружия на Украину.
Взрывы привели к гибели двух человек. Стоимость очистки неразорвавшихся боеприпасов оценивалась в 1 млрд чешских крон.
В апреле 2021 года премьер-министр Чехии Андрей Бабиш заявил, что у следствия есть только одна версия причин взрыва — «диверсия российских спецслужб». Следствие считает виновными в осуществлении взрывов сотрудников ГРУ из войсковой части 29155 Александра Мишкина (Александра Петрова) и Анатолия Чепигу (Руслана Боширова). В апреле 2021 года чешская полиция объявила их в розыск. Сенат Чехии назвал взрывы «актом государственного терроризма». Чехия выслала 18 российских дипломатов, обвинив их в работе на спецслужбы, Россия в ответ объявила персонами нон грата 20 работников чешского посольства в Москве.
В апреле 2024 года полиция Чехии завершила расследование взрывов. Следствие пришло к выводу, что за организацией взрывов стояла российская военная разведка, а исполнителями были агенты разведки Анатолий Чепига и Александр Мишкин

## События

### Первый взрыв
Склад № 16 содержал 50 тонн боеприпасов, которые после взрыва 16 октября были разбросаны на расстоянии 800 метров. Погибли Вратислав Гавранек (чеш. Vratislav Havránek) и Людек Петршик (Luděk Petřík), сотрудники фирмы Imex Group, арендовавшей склад у государственной компании Vojenský technický ústav (с чеш. — «Военно-технический институт»). Склад боеприпасов не фигурировал в планах действий в чрезвычайных ситуациях Злинского района, поэтому пожарные на месте не знали, на какой тип пожара они собираются, что подвергало их ненужной опасности. Сразу после взрыва около 100 человек были эвакуированы со складской территории. Также были эвакуированы жители близлежащего села Влаховице, а также ученики начальной и средней школы города Славичин.
23 октября полиция начала эвакуацию 375 человек из деревень Липова и Влаховице и из промышленной зоны близ Славичина. Эвакуация, продолжавшаяся два дня, была профилактической, так как взрывы приближались к деревням. В этом районе произошли случайные неконтролируемые взрывы, вызванные падением боеприпасов с деревьев или контактами с дикими животными. 30 октября полиция объявила, что подъезды к этому району безопасны и 7000 тонн боеприпасов со складов можно вывезти.

### Второй взрыв
3 декабря 2014 года взорвался склад № 12. Склад, на котором хранилось 100 тонн боеприпасов, находился в 1,2 км от эпицентра первого взрыва. Было эвакуировано 430 человек из окрестных сел. По словам юриста Imex Group, на складе хранились артиллерийские боеприпасы и пистолеты-пулеметы. Он считал, что склад не мог взорваться сам по себе.
По данным следствия, хранившиеся боеприпасы предназначались для отправки в Болгарию, они предназначались для продажи Украине через компанию болгарского торговца оружием Эмилиана Гебрева; Э. Гебрева в 2015 году пытались отравить, предположительно «Новичком»; в 2020 году прокуратура Болгарии выдвинула против трёх россиян обвинения в покушении на убийство Гебрева и трёх других граждан Болгарии с использованием неустановленного отравляющего вещества. По данным журналистского расследования «Bellingcat», отравители были агентами ГРУ, и один из них (Денис Сергеев, использовавший псевдоним Сергей Федотов) участвовал в 2018 году в отравлении Скрипалей.

### Устранение повреждений
После второго взрыва продолжились неконтролируемые взрывы, о последнем было сообщено в середине декабря 2014 года. 22 декабря во Врбетице вернулись ликвидаторы. Вывоз боеприпасов продолжался до января 2015 года, в общей сложности было задействовано почти 550 грузовиков. В январе 2016 года началась очистка местности от неразорвавшихся боеприпасов. На конец 2019 года уборка территории все ещё продолжалась. В октябре 2020 года очистка была завершена. Стоимость очистки в конце 2015 года была близка к 350 млн чешских крон; стоимость очистки неразорвавшихся боеприпасов оценивалась в 1 млрд чешских крон.

### Пропажа вооружения
Вскоре после взрывов арендатор склада Imex Group обнаружила пропажу значительного числа вооружений, в том числе около тысячи ручных противотанковых гранатометов РПГ-7, сотен автоматов, пулеметов, пистолетов и т. д. на общую сумму в 100 миллионов чешских крон.
Imex Group полагает что вооружение украли либо злоумышленники, либо полицейские, и обратилась с заявлением в правоохранительные органы.

## Расследование
В апреле 2021 года, вскоре после введения правительством США санкций против России (после этого Вашингтон и Москва обменялись высылкой десяти дипломатов) — чешские власти выдвинули против россиян обвинения в организации взрывов на складах. Премьер Чехии Бабиш заявил, что чешские спецслужбы предоставили ему однозначные доказательства причастности офицеров российской военной разведки к взрыву боеприпасов. Так, согласно заявлению министра внутренних дел Яна Гамачека в эфире чешского телевидения — боеприпасы планировалось взорвать только после того, как они будут доставлены в Болгарию, а, согласно чешскому журналу, Respekt взрывные устройства были установлены на двух партиях боеприпасов, которые должны были отгрузить со складов в октябре; вторая партия не взорвалась до декабря, из чего следователи сделали вывод, что в обоих случаях таймер установили на даты, когда груз должен был находиться в Болгарии (если эта версия верна, то взрывное устройство на первом складе взорвалось преждевременно по неизвестной причине).
16 мая президент Чехии М. Земан с ссылкой на свой разговор с министром юстиции Бенешовой заявил, что в расследовании, которое ведёт полиция, есть «больше двух» версий, в том числе версия, что взрыв был устроен для того, чтобы скрыть недостачу оружия на складе.
В апреле 2024 года Полиция Чехии завершила расследование взрывов, следствие пришло к выводу, что за организацией взрывов стояла российская военная разведка, а исполнителями были агенты разведки Анатолий Чепига и Александр Мишкин.
11 мая 2024 года глава воинской части 29155 ГРУ России генерал Андрей Аверьянов был объявлен в розыск полицией Чехии как один из организаторов взрывов .

### Версия об участии российского ГРУ
По данным Службы безопасности и информации Чехии, к организации взрывов складов причастны сотрудники ГРУ из войсковой части 29155 Анатолий Чепига и Александр Мишкин, которые въехали в Чехию под именами Руслана Боширова и Александра Петрова, а оформили разрешение на посещение склада по паспортам на имя гражданина Молдавии Николая Попа (Мишкин) и гражданина Таджикистана Руслана Табарова (Чепига). Запрос на посещение склада был направлен от имени Национальной гвардии Таджикистана.
20 апреля 2021 года вышло расследование Bellingcat и The Insider при участии Der Spiegel и Respekt, в котором утверждалось, что всего в операции участвовало не менее 6 человек, причём двое прилетали под видом дипломатических курьеров. Операцией руководил лично командир войсковой части 29155 ГРУ генерал Андрей Аверьянов, также прилетавший в Чехию по поддельным документам. Также причастными к взрывам названы «Николай Кононихин» (настоящее имя Николай Ежов), «Сергей Рыжиков» (Сергей Романов),  полковника Алексей Капинос, который летал по дипломатическому паспорту. Последними прибывшими из Москвы были «Рустам Джамалов» (настоящее имя Рустам Джафаров).

### Получение доступа на склад
По данным «Чешского радио», 15 октября 2014 года, за день до первого взрыва, рабочим фирмы «Imex Group», хранившей на складах оружие, дали отгул, а склады посетил владелец фирмы Петр Бернатик (чеш. Petr Bernatik). В феврале 2021 года Бернатик был задержан, у него прошли обыски, он проходит по делу в качестве подозреваемого, по крайней мере, в сокрытии фактов; следствие занимается выяснением того, помогал ли Бернатик, осознанно или нет, агентам ГРУ проникнуть на склады. Адвокат Бернатика утверждает, что совпадение дат случайно.
По данным The Insider и чешских СМИ, помимо Чепиги и Мишкина во взрывах принимал участие также Николай Шапошников, бывший российский военнослужащий, переехавший в 1990-х в Чехию и получивший чешское гражданство. Утверждается, что Шапошников отправил Бернатику электронное письмо с указанием дней, в которые на склады прибудут агенты ГРУ, выдававшие себя за оружейных инспекторов. Он был допрошен по этому делу. Кроме того, его супруга, Елена Шапошникова передавала генералу Аверьянову информацию о предстоящих сделках по продаже оружия, которые были обнаружены её мужем в рамках его работы в Imex. По данным СМИ, как минимум в трёх случаях, Шапошниковы предоставили физический доступ к хранилищам чтобы дать возможность сотрудникам ГРУ установить детонаторы с дистанционным управлением, в день их появления на складе № 12 произошёл взрыв.

### Уничтожение секретного сообщения о взрывах
29 января 2022 Чешское радио сообщило, что Канцелярия президента Чехии уничтожила секретный документ чешской контрразведки о взрывах на военном складе в Врбетице. В сообщении Службы безопасности и информации, предназначенном исключительно президенту Чехии Милошу Земану, содержались данные о причастности к взрывам агентов российской военной разведки ГРУ. Об уничтожении документа полиция узнала при проверке режима работы с секретной информацией, когда эксперты собирались выяснить наличие на документе отпечатков пальцев или ДНК лиц, не имевших допуска.

## Судебные процессы
Суды уже рассмотрели несколько дел, связанных с событиями во Врбетице.
Оружейная компания IMEX Group потребовала от государства компенсации за заявления, которые Андрей Бабиш, тогда вице-премьер, сделал вскоре после второго взрыва в декабре 2014 года. Бабиш сказал по телевидению, что компания имеет противоречивую репутацию, что в Болгарии у неё были такие же проблемы, как и во Врбетице, и что она экспортировала оружие в Конго, несмотря на наложенное эмбарго. Окружной суд Праги 2, а затем Пражский городской суд отклонили запрос на 15 миллионов крон; в декабре 2018 года IMEX обратилась в Верховный суд, который в июле 2020 года вернул дело в Пражский суд.
Летом 2016 года областной суд в Злине рассмотрел обвинительное заключение к пяти лицам из компаний «Excalibur Army» и «Real Trade Praha» за хранение запрещенных взрывчатых веществ во Врбетице. Лицам грозило до 12 лет тюрьмы. Однако, согласно вердикту суда, компании не хранили мины как таковые, только корпуса мин и, следовательно, боеприпасы не могут считаться запрещенными. Таким образом, было признано, что ввоз только корпусов мин не является преступлением. Прокурор сначала обжаловал оправдательный приговор, позже отозвал свою апелляцию.
Окружной суд в Злине рассматривал дело, по которому шесть человек были обвинены в кражах оружия во Врбетице. Согласно обвинительному заключению, Зденек Шуранский и Милан Халупка по меньшей мере четыре раза проникали на закрытую и охраняемую территорию, изнутри они украли автоматы, части оружия и взрывчатые вещества, разбросанные вокруг взрывов, а затем продали некоторые из них. В феврале 2019 года Злинский районный суд приговорил Шуранского к 34 месяцам тюремного заключения, а ещё пять человек получили условные сроки с испытательным сроком от 22 до 48 месяцев.
В конце апреля 2021 года Болгарское национальное телевидение (БНТ) со ссылкой на прокуратуру сообщило, что шестеро граждан России подозреваются во взрывах на заводах и военных складах (троим из них предъявлены обвинения в покушении на болгарского бизнесмена Эмилиана Гебрева). Были выданы ордера на их арест, позднее они были отозваны, так как они не выдавались на основании судебного акта.

В январе 2024 г. софийская городская прокуратура повторно выдала европейский ордер на задержание этих шестерых обвиняемых граждан РФ.

## Реакция

### Заявления властей
22 апреля 2021 г. Сенат Чехии назвал взрывы во Врбетице «актом государственного терроризма» и призвал правительство Чехии разорвать договор о дружественных отношениях и сотрудничестве с Россией.
25 апреля президент Чехии Милош Земан заявил, что существуют две основные версии относительно причин взрыва боеприпасов — неосторожное обращение с боеприпасами и возможная причастность иностранных спецслужб, и что необходимо дождаться итогов расследования по взрывам, прежде чем делать выводы, так как доказательств присутствия российских агентов на складе боеприпасов не было в отчетах контрразведки. Земан сказал, что если версия о причастности иностранных агентов к взрыву не подтвердится, то из этого последует вывод, что это была «игра спецслужб», что серьёзным образом отразится на внутриполитической жизни страны. При этом Земан признал, что «двое русских, подозреваемых в отравлении Скрипалей», посещали территорию Чехии.
Однако министр внутренних дел Ян Гамачек раскритиковал слова Земана, заявив, что попытка объяснить «столь сложный случай» в восьмиминутной речи была «бесполезной» и лишь «порадовала Москву». Премьер-министр Андрей Бабиш согласился с мнением Гамачека и после совещания с президентом 26 апреля заявил, что чешские власти рассматривают только одну версию — причастности российской разведки. 29 апреля тысячи людей вышли на улицы чешских городов с требованием отставки президента Земана, обвиняя его в измене и потакании России.

### Дипломатические отношения
| Страна   | Выслано дипломатов | Выслано дипломатов |
| Страна   | России             | Россией            |
| -------- | ------------------ | ------------------ |
| Чехия    | 18                 | 20                 |
| Словакия | 3                  | 3                  |
| Эстония  | 1                  | 1                  |
| Литва    | 2                  | 2                  |
| Латвия   | 1                  | 1                  |

17 апреля 2021 года Чехия выслала из российского посольства в Праге 18 дипломатов, назвав их сотрудниками спецслужб.
Заместитель премьер-министра и министр внутренних дел Ян Гамачек собирался лететь в Москву военным самолётом 19 апреля 2021 года, согласно информации Министерства обороны, но рейс был отменен 14 апреля за несколько часов до публикации информации о причастности российских спецслужб к взрыву складов боеприпасов во Врбетице в 2014 году. В Москве Гамачек должен был вести переговоры о поставке российской вакцины «Спутник V». Планируемая поездка подверглась критике со стороны оппозиции.
22 апреля МИД Чехии объявил о решении сократить численный состав посольства России в Праге до размера чешской дипмиссии в Москве. На тот момент в посольстве Чехии в Москве оставалось 24 сотрудника (пять дипломатов и 19 человек административного персонала), а в российском посольстве в Праге — 27 дипломатов и 67 административных сотрудников.
22—23 апреля в качестве реакции на взрывы во Врбетице и в знак солидарности с Чехией Словакия, Литва, Латвия и Эстония объявили о высылке нескольких российских дипломатов.
8 мая премьер-министр Чехии Андрей Бабиш на саммите стран — членов Европейского союза в Порту попросил лидеров стран о проявлении солидарности с Чехией и высылке по одному российскому дипломату.

### Другое
20 апреля власти Праги заявили о намерении изъять у посольства России участок земли площадью полгектара. В тот же день вице-премьер и министр промышленности и торговли Карел Гавличек заявил об отстранении «Росатома» от участия в тендере на строительство нового энергоблока АЭС «Дукованы».
21 апреля палата депутатов парламента Чехии призвала правительство потребовать от России финансовую компенсацию за ущерб от взрывов. 9 мая министр финансов Чехии Алена Шиллерова заявила, что Чехия планирует потребовать от России компенсацию за взрывы во Врбетице в размере одного миллиарда чешских крон (около 47 миллионов долларов). В частности, речь идёт о затратах, связанных с расчисткой территорий после взрывов.
В мае 2021 правительство России внесло Чехию и США в список «недружественных стран».
В январе 2022 г. Парламент Чехии призвал правительство добиться извинений и финансовой компенсации от России.
В 2024 году чешское радио опубликовало многосерийное журналистское расследование в формате подкаста с названием «Akce: Výbuch». В записи подкаста принимали участие текущий и предыдущий президенты Чехии, экс-министр внутренних дел Ян Гамачек, директор Imex Group Бернатик, пожарные, участвовавшие в ликвидации последствий взрывов.